# Mirificarma
Mirificarma är ett släkte av fjärilar som beskrevs av Lancelot A. Gozmany 1955. Mirificarma ingår i familjen stävmalar.

## Bildgalleri

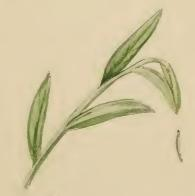
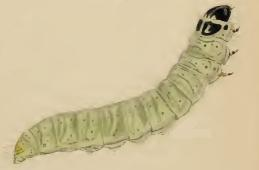
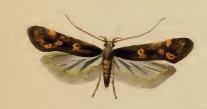
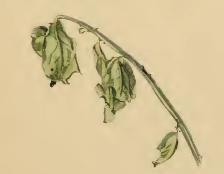
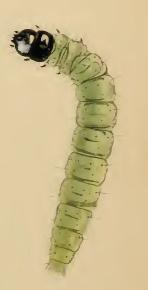
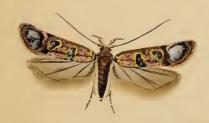

## Dottertaxa tillMirificarma, i alfabetisk ordning[1][2]
- Mirificarma aflavella
- Mirificarma aurantiella
- Mirificarma burdonella
- Mirificarma cabezella
- Mirificarma caminariella
- Mirificarma constricta
- Mirificarma cytisella
- Mirificarma denotata
- Mirificarma eburnella
- Mirificarma fasciata
- Mirificarma flammella
- Mirificarma flavella
- Mirificarma flavonigrella
- Mirificarma formosella
- Mirificarma interrupta
- Mirificarma interruptella
- Mirificarma interuptella
- Mirificarma lentiginosella
- Mirificarma leonella
- Mirificarma maculatella
- Mirificarma monticolella
- Mirificarma montivaga
- Mirificarma mulinella
- Mirificarma nigraesilvae
- Mirificarma novimundi
- Mirificarma obscurella
- Mirificarma ocellinella
- Mirificarma pallidipulchra
- Mirificarma pulverosella
- Mirificarma retamaeofoliella
- Mirificarma rhodoptera
- Mirificarma roseella
- Mirificarma rufeoformosella
- Mirificarma scissella
- Mirificarma segetella
- Mirificarma striolella
- Mirificarma ulicinella